# Otto Andreas Lowson Mørch
Otto Andreas Lowson Mørch, citato anche con la grafia Otto Andreas Lowson Mörch (17 maggio 1828 – 25 gennaio 1878), è stato un naturalista, concologo e malacologo svedese naturalizzato danese.
Durante gli anni di attività di ricerca, prima in Svezia, in seguito in Danimarca e Francia, pubblicò cataloghi di conchologia e malacologia dalle collezioni del Zoologisches Museum (museo zoologico) di Copenaghen, dove fu assistente di Japetus Steenstrup (1813-1897), direttore del dipartimento di malacologia. Appassionato di conchiglie fin dalla tenera età, per la sua opera ottenne un dottorato honoris causa nel 1868 dall'Università Georg-August di Gottinga. Soffrì di tubercolosi per molti anni e andò a Nizza.

## Riconoscimenti
In suo onore sono state classificate le seguenti specie:
- Glossodoris moerchi (Bergh, 1879)
- Turbonilla mörchi Dall & Bartsch, 1907

| Mörch è l'abbreviazione standard utilizzata per le specie animali descritte da Otto Andreas Lowson Mørch. Categoria:Taxa classificati da Otto Andreas Lowson Mørch |